# Eventrend Group
Az Eventrend Group 1992-ben Magyarországon alapított cégcsoport, amely szálloda-, gasztronómiai üzemeltetésekkel és rendezvényszervezéssel foglalkozik, a saját területének egyik vezető vállalkozása. Számos esetben nemzetközi partnerekkel is együttműködik, mint a Danubius Hotels, Sportfive, az NH Hotels, a MÜPA vagy az Anantara. A csoport éttermei állandó kiállítói a Gourmet Fesztiválnak, több éttermi egysége Michelin Guide ajánlással bír. Vezetőit, alapítóit Nagy Gábort és Kőrössy Zoltánt 2020-ban és 2022-ben is beválasztották a turizmus top 50 szakemberei közé. 
Az Eventrend Group az alábbi cégek összességét jelenti, mint Eventrend vállalkozási csoport: Absolute Occasion Kommunikációs Ügynökség Kft, And Event Holding Kft, BeLive Events Kft, Biliárd Kft., Burg PS Rendezvényszervező Kft, CZNL Szolgáltató Kft, CER Kft, CNTRL Kft, Concession Holding Kft, Csari-Trade Kft., Csónakázótó Vendéglátóipari Kft, EV-BI Catering & Event Rendezvényszervező Kft, Eventrend Global Kft, Eventrend Holding Kft, Eventrend Project Kft, Evezős Üzemeltető Kft, Five Star Event Kft, Farm Hotel Kft, Flow Holding Kft, Flow Hotels Kft, Gála Eseményszervező Kft, Gasztronómia Klub Étterem Kft, GR&C Event and More Kft, Spoontheboat Kft., Hoteltrend Kft, HRM Event Kft, Jazz Event Kft, Magna Catering Kft, Mokoloko Kft, Országalma Étterem Kft, Pre-Go Coffe&Pasta Kft, Protokoll Event Kft, R Hotel Üzemeltető Kft, Sensation Event&Congress Kft, Séf Asztala Étterem Kft, Setup Event Kft, Stadion Event Rendezvényszervező Kft, Symbol Üzemeltető Kft, Főőrség és Lovarda Üzemeltető Kft, Touché Event Kft, Vásárliget Kft, Zichy Park Hotel Kft.

## Története
Az Eventrend Group elődjét a mai fő tulajdonosai 1992-ben alapították egy betéti társaság formájában, mint akkori főiskolás hallgatók: Kőrössy Zoltán, Nagy Gábor, Váli Péter. Az Eventrend garázscégként indult, fejlődését a folyamatos innováció és a megtermelt eredmény újra befektetése jellemezte, külső tőkebefektető sosem volt részese a vállalatnak. A cég 1998-ig csak rendezvényszervezéssel foglalkozott Gála márkanév alatt, ebben az évben indult a további vállalkozások megalapítása elsőként a rendezvényszervezés területén, ekkor jött létre a Bonus Party Service (mára megszűnt) és a Sensation Event rendezvényügynökség. A csoport 1999-ben kezdett tevékenykedni az éttermi üzemeltetés területén, ami 2015-ig dinamikusan fejlődött, amikor is bekapcsolódott a szálloda üzemeltetési üzletág, így alakult ki az Eventrend mai hármas szolgáltatási egysége a gasztro, event, hotel terület. Az Eventrend Group fő mérföldkövei a következők voltak: Gála Party Service megalapítása (1993), Sensation Event és Bonus Party Service megalapítása (1998), Wall Street Étterem bérbevétele (1998), Fakanál Étterem bérbevétele (1999), Akadémiai Klub elindulása (2000), Setup Kft elindulása (2008), New York kávéház átvétele (2009), Touche Event Kft megalapítása (2011), Papp László Aréna vendéglátás koncesszió elnyerése (2012), Városliget Café létrehozása (2012), Prágai leányvállalat megalapítása (2012), Diageo budapesti iroda catering elnyerése (2013), Groupama Aréna koncesszió elnyerése (2013), Parliament Café megnyitása (2014), Brklyn bár megnyitása (2015),  MÜPA Catering szerződés (2015), Symbol Budapest bérbevétele (2015), Zichy Park Hotel megvásárlása (2016), Evezős Sörkert megvásárlása (2016), Csillagkert Rendezvényközpont megnyitása (2016), Bistro na Snezce megnyitása (2016), Residence Hotel Siófok átvétele (2017), Duna Aréna catering üzemeltetési szerződés (2019), Cziniel cukrászda bérbevétele (2019), Séf Asztala Kossuth tér indulása (2020), Spoon hajó átvétele (2020), Oxigén Hotell, Tündérkert Hotel, Duna Relax hotel átvétele (2020), Főőrség és Lovarda szerződéskötés (2020), HIT Sportpark catering üzemeltetés megkezdése (2020) British Petrol budapesti irodaházával való szerződéskötés (2020), Gundel és Bagolyvár éttermek bérbevétele (2021), Hajós Alfréd Sportuszoda teljeskörű catering szolgáltatásának megkezdése (2021), a Centrál kávéház bérbevétele (2021), Domus Vinorum Borház üzemeltetésének átvétele (2023), Eiffel Műhelyház vendéglátása (2023), Spoon the boat megnyitása (2023)-, Carlton Hotel Buda Castle újranyitása 
Az Eventrend Group pénzügyi és szakmai befektetők által létrehozott ingatlan-beruházások hasznosítását végzi a hotel, gasztronómia és rendezvények területén, Magyarországon és Csehországban. Dolgozói létszáma 2024-ben közel 1200 fő volt, éves árbevétele elérte a 24 milliárd forintot (2024). A rendre bővülő portfóliója révén 2024-ban közel 100.000 négyzetméternyi hotel szolgáltatásra, vendéglátásra, rendezvényszervezésre alkalmas területet kezelt, jellemzően hosszútávú bérleti és üzemeltetési szerződések keretében. 

## Az Eventrend Grouphoz tartozó hotelek
- Carlton Hotel Buda Castle****
- Zichy Park Hotel****

## Az Eventrend Grouphoz tartozó rendezvényszervező márkák
- Magna Catering,
- JAZZ Event,
- Gála Eseményszervező,
- Sensation Event & Congress,
- SetUp Event,
- Touché Event,
- Városliget Rendezvény,

## Az Eventrend Grouphoz tartozó rendezvényhelyszínek
- Akadémia Klub,
- Anantara New York Palace Hotel,
- Gundel Event and Catering,
- Bagolyvár Rendezvényhelyszín,
- Symbol Budapest,
- Spoon the Boat
- MÜPA,
- Papp László Budapest Sportaréna,
- Zichy Rendezvénypark,
- Csillagkert Eseményközpont,
- Városligeti Műjégpálya,
- Groupama Aréna,
- Royal Guard Event,
- Duna Aréna,
- Hajós Alfréd Sportuszoda,
- Eiffel Műhelyház
- Domus Vinorum
- Centrál Grand Café and Bar

## Eventrend Grouphoz tartozó vendéglátó egységek
- New York Café,
- Gundel Étterem,
- Centrál Kávéház
- Spoon the Boat,
- Bagolyvár Étterem,
- Royal Guard Café,
- Evezős Sörkert,
- Cziniel Cukrászda,
- Bohém Étterem,
- P'Art Kávéház és Bisztró,
- White Salon Étterem Budapest,
- Séf Asztala,
- Fakanál Étterem és Bisztró
- Városliget Étterem és Kávézó
- Parlament Kávézó,
- High Spirits Bar,
- British Petrol kávézó,
- Duna Aréna kávézó,
- Hajós Alfréd uszoda büfék,
- Bistro na Snezce – Pec pod Snezkou

## Eventrend Grouphoz tartozó gasztro házhozszállítási tevékenység
- Cziniel Cukrászda,
- Séf Asztala